# Edmonton—Spruce Grove

Circonscription Edmonton

Edmonton—Spruce Grove est une ancienne circonscription électorale fédérale canadienne de l'Alberta.

## Circonscription fédérale
La circonscription se situait au centre de l'Alberta et représentait l'ouest de la ville d'Edmonton, le comté de Parkland et les villes de Spruce Grove et de Stony Plain. 
Les circonscriptions limitrophes étaient Edmonton-Centre, Edmonton—Leduc, Edmonton—St. Albert, Westlock—St. Paul, Wetaskiwin et de Yellowhead. 
Elle possédait une population de 128 945 personnes, dont 98 244 électeurs, sur une superficie de 1 020 km².

### Résultats électoraux
|       | Candidat                | Parti        | # de voix | % des voix |
|       | (x) Rona Ambrose        | Conservateur | +41 782,  | 71,1 %     |
|       | Chris Austin            | Libéral      | +05 483,  | 9,33 %     |
|       | Catherine Chaulk-Stokes | NPD          | +09 272,  | 15,78 %    |
|       | Josh Lund               | Vert         | +02 232,  | 3,8 %      |
| Total | Total                   | Total        | 58 769    | 100 %      |

|       | Candidat         | Parti        | # de voix | % des voix |
|       | (x) Rona Ambrose | Conservateur | +36 402,  | 68,55 %    |
|       | Chris Austin     | Libéral      | +06 099,  | 11,49 %    |
|       | Barbara Phillips | NPD          | +06 627,  | 12,48 %    |
|       | Wendy Walker     | Vert         | +03 975,  | 7,49 %     |
| Total | Total            | Total        | 53 103    | 100 %      |

### Historique
La circonscription d'Edmonton—Spruce Grove a été créée en 2003 avec des parties d'Edmonton-Sud-Ouest, Edmonton-Ouest, St. Albert, Wetaskiwin et Yellowhead. Abolie lors du redécoupage de 2012, elle fut redistribuée parmi Sturgeon River—Parkland, Edmonton-Ouest et Edmonton-Centre.
1. 2004-2015 — Rona Ambrose, PCC

- PCC = Parti conservateur du Canada

1. ↑  Élections Canada.